# Nürnberger Ärzteprozess

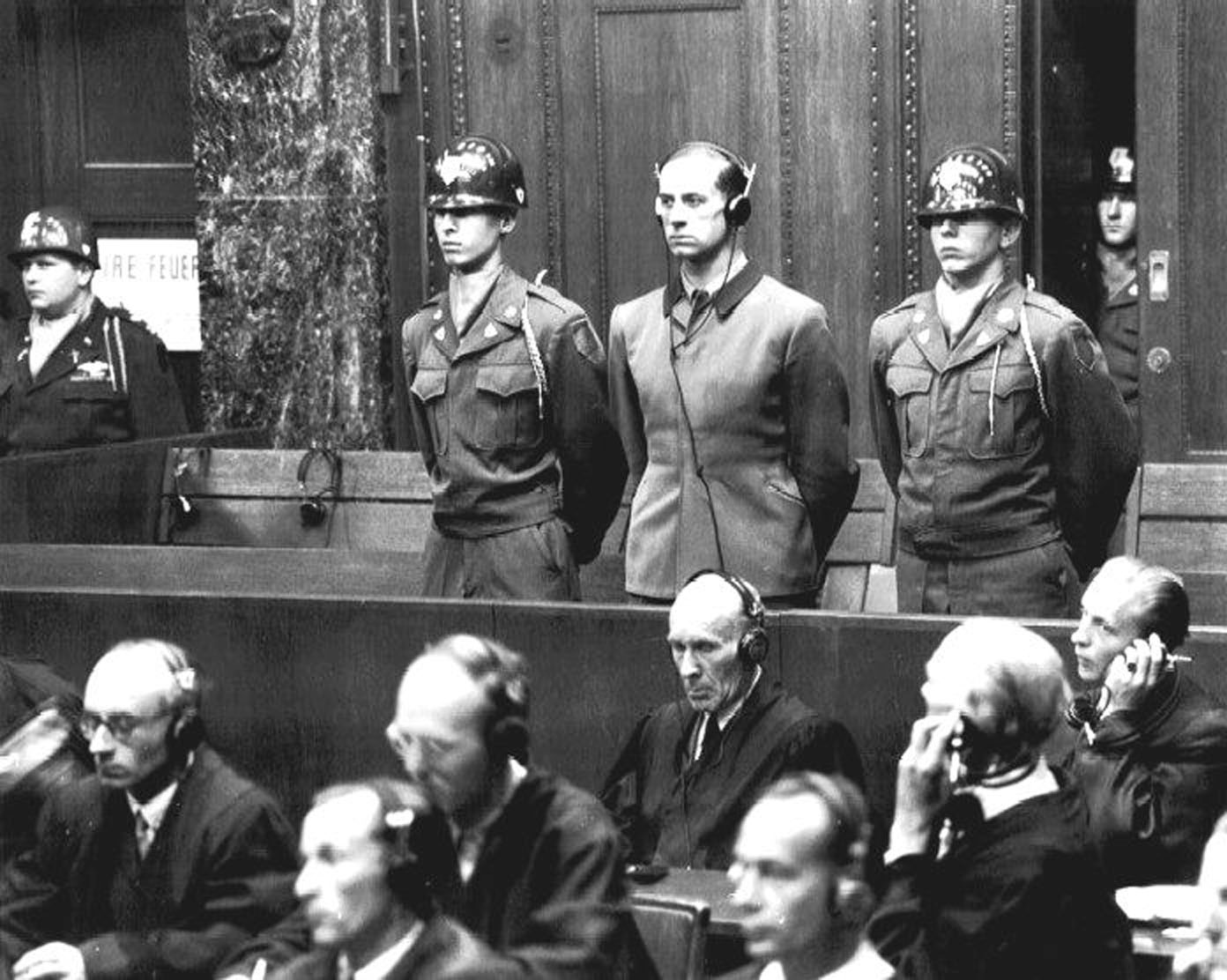
Karl Brandt (stehend) bei der Urteilsverkündung, 20. August 1947

Der Nürnberger Ärzteprozess war der erste der zwölf Nürnberger Nachfolgeprozesse gegen Verantwortliche des Deutschen Reichs zur Zeit des Nationalsozialismus. Er fand vom 9. Dezember 1946 bis zum 20. August 1947 im Nürnberger Justizpalast vor einem amerikanischen Militärgericht (Military Tribunal I) statt und umfasste 139 Verhandlungstage. In dem Prozess wurden unfreiwillige Menschenversuche verschiedener Art, Krankenmorde (unter anderem die Aktion T4) sowie Morde im Zusammenhang mit der Straßburger Schädelsammlung behandelt.
Angeklagt waren 23 Personen: 20 KZ-Ärzte sowie ein Jurist und zwei Verwaltungsfachleute als Organisatoren von Medizinverbrechen. Karl Brandt war der Hauptangeklagte, nach ihm wurde das Verfahren offiziell als Vereinigte Staaten vs. Karl Brandt et al. bezeichnet. Unter den Angeklagten war eine Frau, die Lagerärztin Herta Oberheuser. Von den 23 Angeklagten wurden sieben zum Tode verurteilt, fünf zu lebenslangen Haftstrafen und vier zu Haftstrafen zwischen 10 und 20 Jahren. Sieben Angeklagte wurden freigesprochen.

## Auswahl der Angeklagten
Die Auswahl der Angeklagten orientierte sich an dem Ziel, führende Vertreter der „staatlichen medizinischen Dienste“ des NS-Staates anzuklagen, um das Wirken des verbrecherischen Systems und nicht nur verbrecherischer Einzelpersonen zu demonstrieren. 14 der Angeklagten waren bereits im Prozess gegen die Hauptkriegsverbrecher als verantwortlich benannt worden. Einige Täter wurden aus verschiedenen Gründen nicht angeklagt: Sie waren verstorben, hatten Suizid begangen oder waren bereits in den Dachauer Prozessen verurteilt worden; der Verbleib mancher Täter war unbekannt oder Beweismaterial noch nicht verfügbar.

## Der Prozess

### Rechtsgrundlage und Ankläger

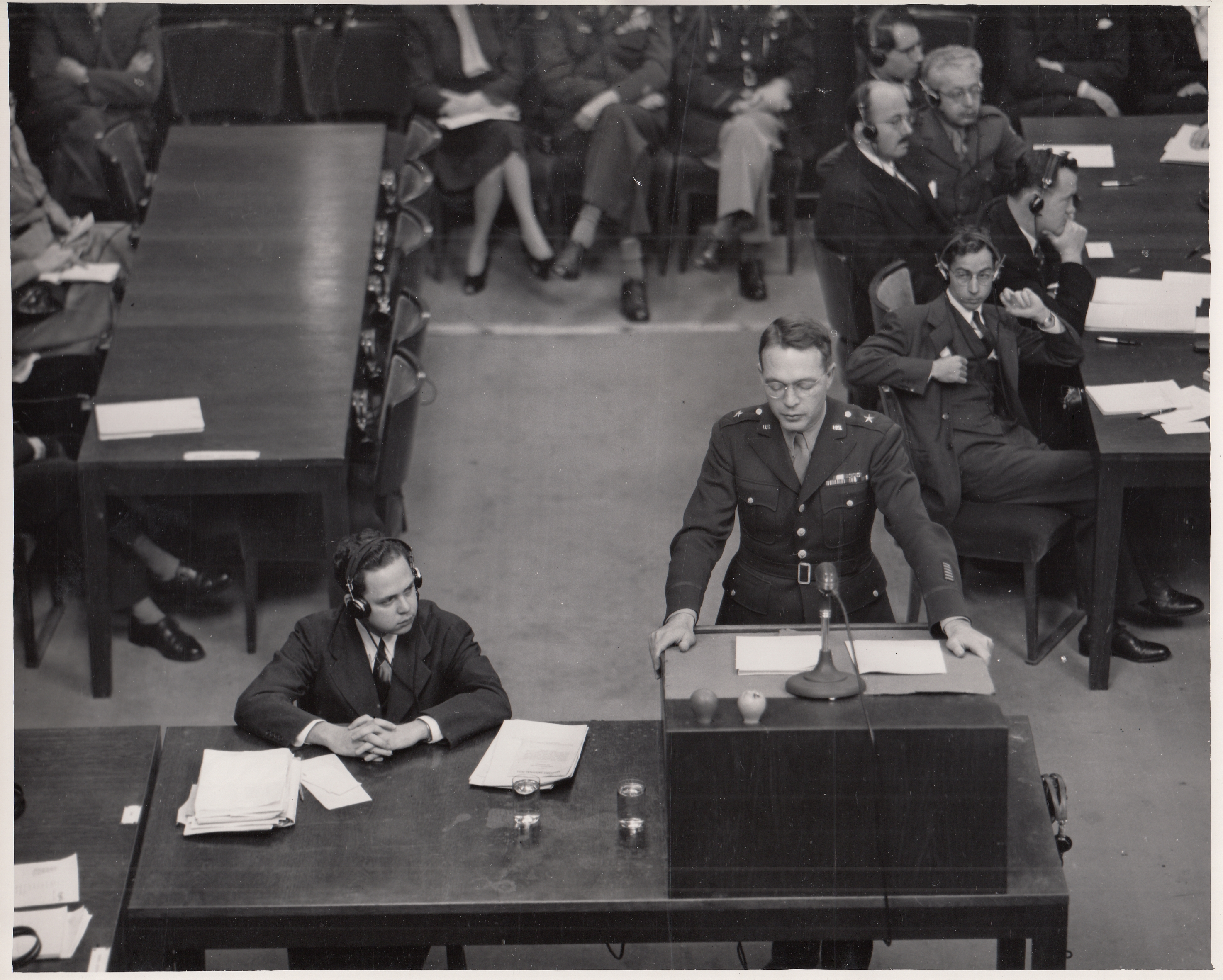
Chefankläger Telford Taylor bei der Eröffnung des Ärzteprozesses, 9. Dezember 1946

Basis der Anklage bildete das Kontrollratsgesetz Nr. 10, welches die Rechtszuständigkeit für diesen Prozess dem Militärgerichtshof Nr. 1 in Nürnberg zuwies (Anordnung Nr. 7 der Militärregierung) und aus dem die Anklageschrift abgeleitet wurde.
Chefankläger war Brigadegeneral Telford Taylor und stellvertretender Chefankläger James M. McHaney.

### Anklage

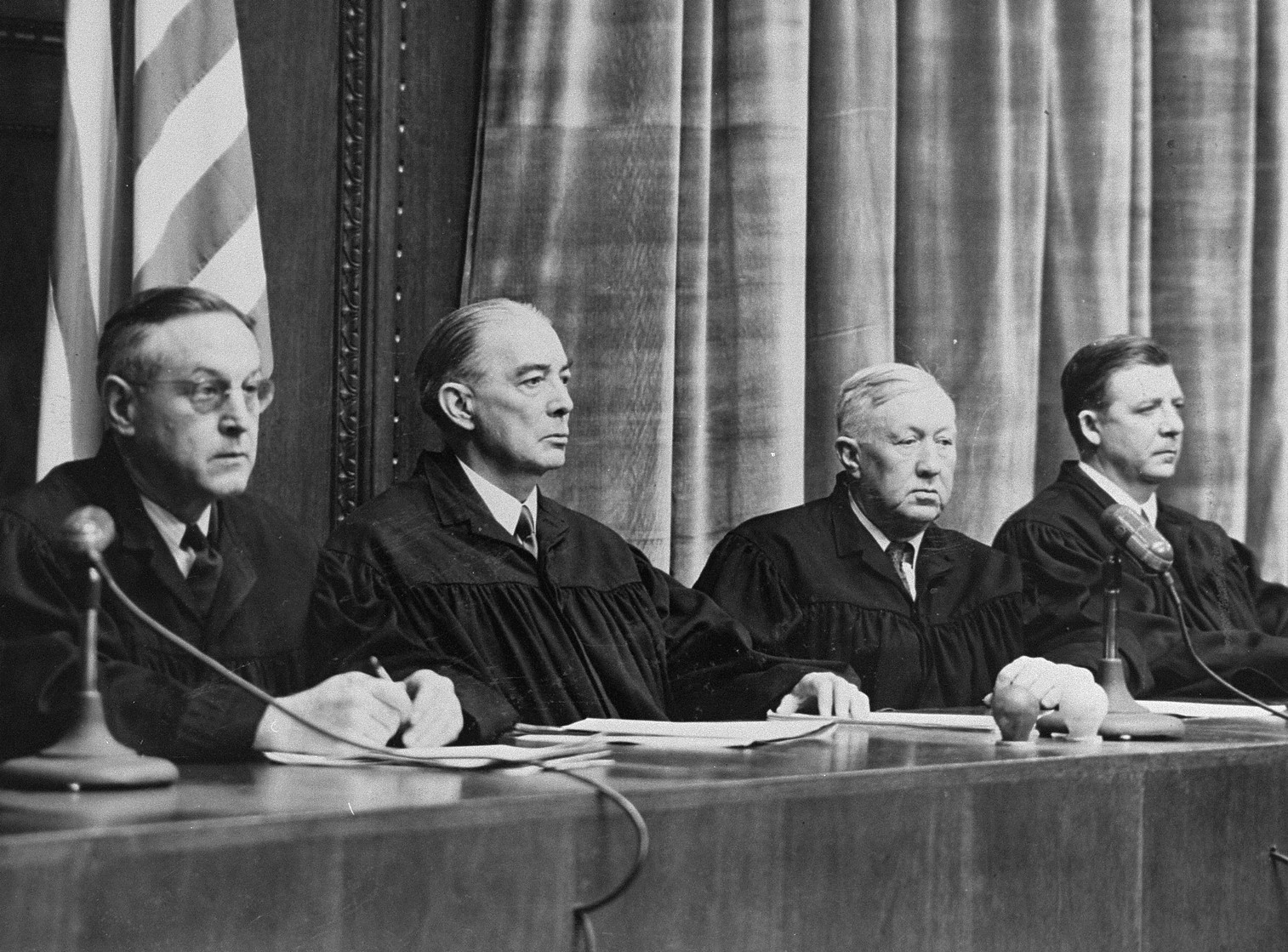
Die Richterbank, von links: Harold L. Sebring, Walter B. Beals, Johnson T. Crawford und Victor C. Swearingen

Die Anklageschrift vom 25. Oktober 1946 beruhte auf vier Anklagepunkten:
I   Verschwörung zur Begehung von Kriegsverbrechen und Verbrechen gegen die Menschlichkeit
II   Kriegsverbrechen gegen feindliche Zivilisten und Kombatanten
III   Verbrechen gegen die Menschlichkeit gegen Angehörige von Nichtfeindstaaten und Deutsche
IV   Mitgliedschaft in einer verbrecherischen Organisation
Auf Antrag der Verteidigung und nach Prüfung der Rechtsgrundlage fasste das Gericht den Beschluss, den Anklagepunkt der Verschwörung nicht eigenständig zu verhandeln.
Beim vierten Anklagepunkt ging es konkret um die Mitgliedschaft in der SS. Die SS war laut Urteil im Hauptkriegsverbrecher-Prozess eine verbrecherische Organisation. Dieser Anklagepunkt traf bei zehn Angeklagten zu.
Kopien der Klageschrift wurden allen Angeklagten am 5. November 1946 in deutscher Sprache zugestellt. Noch vor Prozessbeginn plädierten die Beschuldigten während einer gerichtlichen Anhörung sämtlich mit „nicht schuldig“. Jedem Beschuldigten wurde ein Rechtsbeistand seiner Wahl gestellt.

### Richter
Den Vorsitz des Gerichts übernahm Walter B. Beals, Oberster Richter des Supreme Court des Staates Washington. Seine Beisitzer waren Harold L. Sebring, Richter des Supreme Court des Staates Florida, und Johnson T. Crawford, ehemaliger Richter des District Court des Staates Oklahoma. Als Ersatzrichter fungierte Victor C. Swearingen, Assistent beim General-Staatsanwalt der USA.

### Hauptverhandlung
Am 9. Dezember 1946 wurde der Prozess gegen die 23 Angeklagten eröffnet. Das Verfahren wurde in deutscher und englischer Sprache durchgeführt.
Die Anklagevertretung umriss nach Prozessbeginn zunächst die Vorwürfe gegen die Beschuldigten und untermauerte die Schuldvorwürfe mit Beweisstücken. Ab dem 20. Januar 1947 kamen die Verteidiger der Beschuldigten zu Wort, ebenfalls unter Vorlage von Beweismitteln. Neben 32 Zeugen der Anklage wurden während des Prozesses 53 Zeugen der Verteidigung gehört. Insgesamt 1471 Eidesstattliche Erklärungen und sonstige Dokumente, davon allein 901 von der Verteidigung eingebrachte, wurden vor Gericht angenommen. Die Plädoyers von Anklagevertretung und Verteidigung fanden in der Woche ab dem 14. Juli 1947 statt. Am 19. Juli 1947 wurden schließlich noch die Angeklagten selbst gehört. Am 20. August 1947 erfolgte die Urteilsverkündung. Eine Revision war nicht zugelassen.

### Angeklagte und Urteile
| Bild | Angeklagter Rang                                                               | Funktion | Verteidiger       | Assistent des Verteidigers | Schuldig nach Anklagepunkt | Urteil Strafvollzug / Reduzierung der Strafe |
| ---- | ------------------------------------------------------------------------------ | --- | ----------------- | -------------------------- | -------------------------- | --- |
|      | Viktor Brack SS-Oberführer * 1904; † 1948                                      | Oberdienstleiter in der „Kanzlei des Führers“, Chef der „T4“-Organisation; Mitorganisator und Leiter der Röntgenkastration                                                                                       | Georg Fröschmann  | –                          | II, III, IV                | Todesstrafe Am 2. Juni 1948 hingerichtet |
|      | Karl Brandt SS-Gruppenführer und Generalleutnant der Waffen-SS * 1904; † 1948  | Reichskommissar für das Sanitäts- und Gesundheitswesen, Generalkommissar für Kampfstofffragen, Euthanasiebevollmächtigter, Begleitarzt Hitlers                                                                   | Robert Servatius  | Rudolf Schmidt             | II, III, IV                | Todesstrafe Am 2. Juni 1948 hingerichtet |
|      | Rudolf Brandt SS-Standartenführer * 1909; † 1948                               | Persönlicher Referent des Reichsführers SS Heinrich Himmler, Leiter des Minister-Büros im Reichsinnenministerium                                                                                                 | Kurt Kauffmann    | –                          | II, III, IV                | Todesstrafe Am 2. Juni 1948 hingerichtet |
|      | Karl Gebhardt SS-Gruppenführer und Generalmajor der Waffen-SS * 1897; † 1948   | Chefarzt der Heilanstalt Hohenlychen, Oberster Kliniker beim Reichsarzt SS und Polizei, Leibarzt Heinrich Himmlers, vorgeblich Präsident des Deutschen Roten Kreuzes                                             | Alfred Seidl      | Georg Gierl                | II, III, IV                | Todesstrafe Am 2. Juni 1948 hingerichtet |
|      | Waldemar Hoven SS-Hauptsturmführer * 1903; † 1948                              | Lagerarzt KZ Buchenwald, stellvertretender Leiter der Abteilung für Fleckfieber- und Virusforschung des Hygiene-Instituts der Waffen-SS                                                                          | Hans Gawlik       | Gerhard Klinnert           | II, III, IV                | Todesstrafe Am 2. Juni 1948 hingerichtet |
|      | Joachim Mrugowsky SS-Oberführer * 1905; † 1948                                 | Chef des Hygiene-Instituts der Waffen-SS, Oberster Hygieniker beim Reichsarzt SS | Fritz Flemming    | –                          | II, III, IV                | Todesstrafe Am 2. Juni 1948 hingerichtet |
|      | Wolfram Sievers SS-Standartenführer * 1905; † 1948                             | Reichsgeschäftsführer (Generalsekretär) des SS-Ahnenerbes und Direktor des Instituts für wehrwissenschaftliche Zweckforschung (eine Unterorganisation des Ahnenerbes)                                            | Joseph Weisgerber | Erich Bergler              | II, III, IV                | Todesstrafe Am 2. Juni 1948 hingerichtet |
|      | Fritz Fischer SS-Sturmbannführer der Waffen-SS * 1912; † 2003                  | Assistenzarzt in Hohenlychen | Alfred Seidl      | Georg Gierl                | II, III, IV                | Lebenslänglich Am 31. Januar 1951 durch den amerikanischen Hochkommissar John Jay McCloy in 10 Jahre Haft umgewandelt, am 1. April 1954 vorzeitig entlassen    |
|      | Karl Genzken SS-Gruppenführer und Generalleutnant der Waffen-SS * 1885; † 1957 | Chef des Sanitätsamts der Waffen-SS | Rudolf Merkel     | Alfred Brenner             | II, III, IV                | Lebenslänglich Am 31. Januar 1951 in 20 Jahre Haft umgewandelt, am 17. April 1954 vorzeitig entlassen                                                          |
|      | Siegfried Handloser Generaloberstabsarzt * 1885; † 1954                        | Chef des Wehrmachtsanitätswesens und Heeres-Sanitäts-Inspekteur | Otto Nelte        | –                          | II, III                    | Lebenslänglich Am 31. Januar 1951 in 20 Jahre Haft umgewandelt, im Dezember 1953 aus Krankheitsgründen vorzeitig entlassen                                     |
|      | Gerhard Rose Generalarzt der Luftwaffe * 1896; † 1992                          | Stellvertretender Präsident des Robert Koch-Institutes für Tropenmedizin und dort Chef der Abteilung für tropische Medizin, Beratender Hygieniker und Tropenmediziner beim Chef des Sanitätswesens der Luftwaffe | Hans Fritz        | –                          | II, III                    | Lebenslänglich Am 31. Januar 1951 in 15 Jahre Haft umgewandelt, am 3. Juni 1955 vorzeitig entlassen                                                            |
|      | Oskar Schröder Generaloberstabsarzt * 1891; † 1959                             | Leiter und Inspekteur des Sanitätswesens der Luftwaffe | Hans Marx         | Walter Dehner              | II, III                    | Lebenslänglich Am 31. Januar 1951 in 15 Jahre Haft umgewandelt, am 1. April 1954 vorzeitig entlassen                                                           |
|      | Hermann Becker-Freyseng Stabsarzt der Luftwaffe * 1910; † 1961                 | Referent für Luftfahrtmedizin beim Sanitätsinspekteur der Luftwaffe, Abteilungsleiter Luftfahrtmedizinisches Institut                                                                                            | Hans Marx         | Walter Dehner              | II, III                    | 20 Jahre Am 31. Januar 1951 durch den amerikanischen Hochkommissar John Jay McCloy in 10 Jahre Haft umgewandelt, am 20. November 1952 vorzeitig entlassen      |
|      | Herta Oberheuser * 1911; † 1978                                                | Lagerärztin im KZ Ravensbrück, Assistenzärztin von Gebhardt in Hohenlychen | Alfred Seidl      | Georg Gierl                | II, III                    | 20 Jahre Am 31. Januar 1951 in 10 Jahre Haft umgewandelt, am 4. April 1952 frühzeitig entlassen                                                                |
|      | Wilhelm Beiglböck Stabsarzt der Luftwaffe * 1905; † 1963                       | Oberarzt an der I. Medizinischen Universitätsklinik Wien | Gustav Steinbauer | –                          | II, III                    | 15 Jahre Am 31. Januar 1951 durch den amerikanischen Hochkommissar John Jay McCloy zu 10 Jahren Haft umgewandelt und am 15. Dezember 1951 frühzeitig entlassen |
|      | Helmut Poppendick SS-Oberführer * 1902; † 1994                                 | Leitender Arzt im SS-Rasse- und Siedlungshauptamt, Chef des persönlichen Büros im Stabe des Reichsarztes SS und Polizei                                                                                          | Georg Böhm        | Helmut Dürr                | IV                         | 10 Jahre Am 31. Januar 1951 durch den amerikanischen Hochkommissar John Jay McCloy entlassen                                                                   |
|      | Kurt Blome Generalarzt * 1894; † 1969                                          | Stellvertreter des Reichsgesundheitsführers Leonardo Conti, stellvertretender Leiter der Reichsärztekammer | Fritz Sauter      | –                          |                            | Freispruch |
|      | Adolf Pokorny Sanitätsoffizier (Oberarzt) * 1895; † unbekannt                  | Arzt für Haut- und Geschlechtskrankheiten | Karl Hoffmann     | Hans-Günther Seraphim      |                            | Freispruch |
|      | Paul Rostock Generalarzt der Reserve * 1892; † 1956                            | Direktor der Chirurgischen Universitätsklinik Berlin, beratender Arzt der Armee, Amtschef der Dienststelle Medizinische Wissenschaft und Forschung                                                               | Hans Pribilla     | –                          |                            | Freispruch |
|      | Konrad Schäfer Unterarzt der Luftwaffe * 1911; † nach 1951                     | Assistent am Chemotherapeutischen Laboratorium der Schering AG, Unterarzt im Stab des Forschungsinstituts für Luftfahrtmedizin, Berlin                                                                           | Horst Pelckmann   | –                          |                            | Freispruch |
|      | Siegfried Ruff Flugkapitän * 1907; † 1989                                      | Direktor des Instituts für Flugmedizin der Deutschen Versuchsanstalt für Luftfahrt in Berlin | Fritz Sauter      | –                          |                            | Freispruch |
|      | Georg August Weltz Oberfeldarzt * 1889; † 1963                                 | Chef des Instituts für Luftfahrtmedizin in München | Siegfried Wille   | –                          |                            | Freispruch |
|      | Hans-Wolfgang Romberg * 1911; † 1981                                           | Abteilungsleiter am Institut für Flugmedizin der Deutschen Versuchsanstalt für Luftfahrt in Berlin-Adlershof unter Siegfried Ruff                                                                                | Bernd Vorwerk     | –                          |                            | Freispruch |

## Vollzug der Urteile
Nach der Urteilsverkündung wurden die Verurteilten in das Kriegsverbrechergefängnis Landsberg überführt. Die sieben ausgesprochenen Todesurteile wurden dort schließlich am 2. Juni 1948 durch den Strang vollstreckt.
Zahlreiche Urteile der Nürnberger Prozesse wurden ab 1950 im Strafmaß erheblich abgemildert, dies betraf auch die Urteile des Ärzteprozesses. Der Straferlass beruhte nicht auf einer Neueinschätzung der Schuld der Verurteilten, sondern auf einer Änderung der politischen Rahmenbedingungen.

## Dokumentation des Prozesses

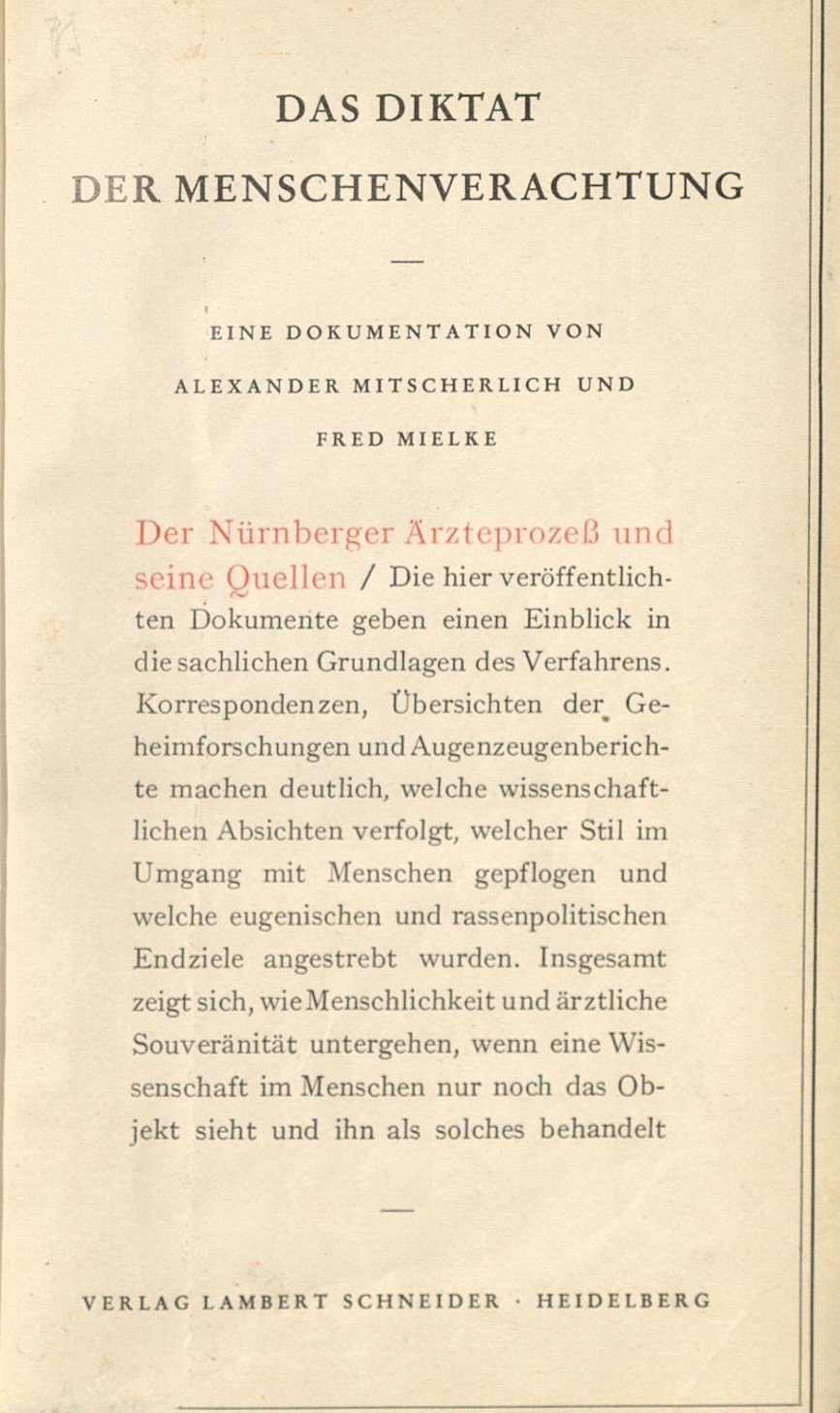
Das Diktat der Menschenverachtung (1947)

Als die Arbeitsgemeinschaft der Westdeutschen Ärztekammern einen Mediziner suchte, der die in dem Prozess zu Tage gekommenen Fakten zu einer Dokumentation zusammenstellen sollte, fand sich kein prominenter Wissenschaftler. Nach einigem Suchen fiel die Wahl auf den noch unbekannten Alexander Mitscherlich, der soeben erst Privatdozent geworden war, den Studenten Fred Mielke und Alice Ricciardi. 1949 erschien ihre Dokumentation, die auch heute noch grundlegende Angaben zu den Medizinverbrechen des NS-Staates bietet – aber ebenso wie der Nürnberger Ärzteprozess nur einen Teil der NS-Medizinverbrechen behandelt. Diese Dokumentation wurde trotz Papierknappheit und der damaligen Einschränkungen in einer relativ hohen Auflage von 10.000 Exemplaren gedruckt, die aber nur an Ärzte ging. Erst 1960 erschien eine allgemein verfügbare Auflage im Fischer Verlag.
Eine englische und eine französische Dokumentation waren schon kurz nach Prozessende erschienen, die französische mit vielen Angaben zum Charakter der Angeklagten. Eine vollständige deutschsprachige Dokumentation des Anklage- und Verteidigungsmaterials mit Wortprotokollen wurde erst 1999 durch den Saur-Verlag in München publiziert. Die Analyse dazu lieferten 2001 Angelika Ebbinghaus und Klaus Dörner der Dokumentation Vernichten und Heilen. Der Nürnberger Ärzteprozeß und seine Folgen. Die Bundesärztekammer weigerte sich, diese Edition finanziell zu unterstützen. Erst Einzelspenden von 8000 Ärzten ermöglichten sie.

## Medizinische Ethik
Der Nürnberger Ärzteprozess führte zu einer Rückbesinnung von einer kollektiven zu einer individuellen medizinischen Ethik. Typische Bestandteile der kollektivistischen Medizin des Nationalsozialismus wie die NS-Rassenhygiene wurden allenfalls am Rande des Prozesses gestreift. Im Urteil wurde ein Rahmen für zukünftige medizinische (und psychologische) Menschenversuche festgelegt, der als Nürnberger Kodex auch heute noch Gültigkeit besitzt.
1996 veranstaltete die IPPNW (Internationale Ärzte für die Verhütung des Atomkrieges/Ärzte in sozialer Verantwortung) eine internationale Tagung zum 50. Jahrestag des Nürnberger Ärzteprozesses mit dem Kongressband Medizin und Gewissen. Sie beschloss auf der Basis der Ergebnisse dieses Kongresses, den Nürnberger Kodex in erneuerter Form zu bekräftigen (Nürnberger Kodex 1997).

## Die Medizinverbrechen
Die nachfolgende Darstellung ist nicht vollständig, es gab noch weitere Medizinverbrechen.

### Unterdruck-, Unterkühlungs- und Meerwasserversuche

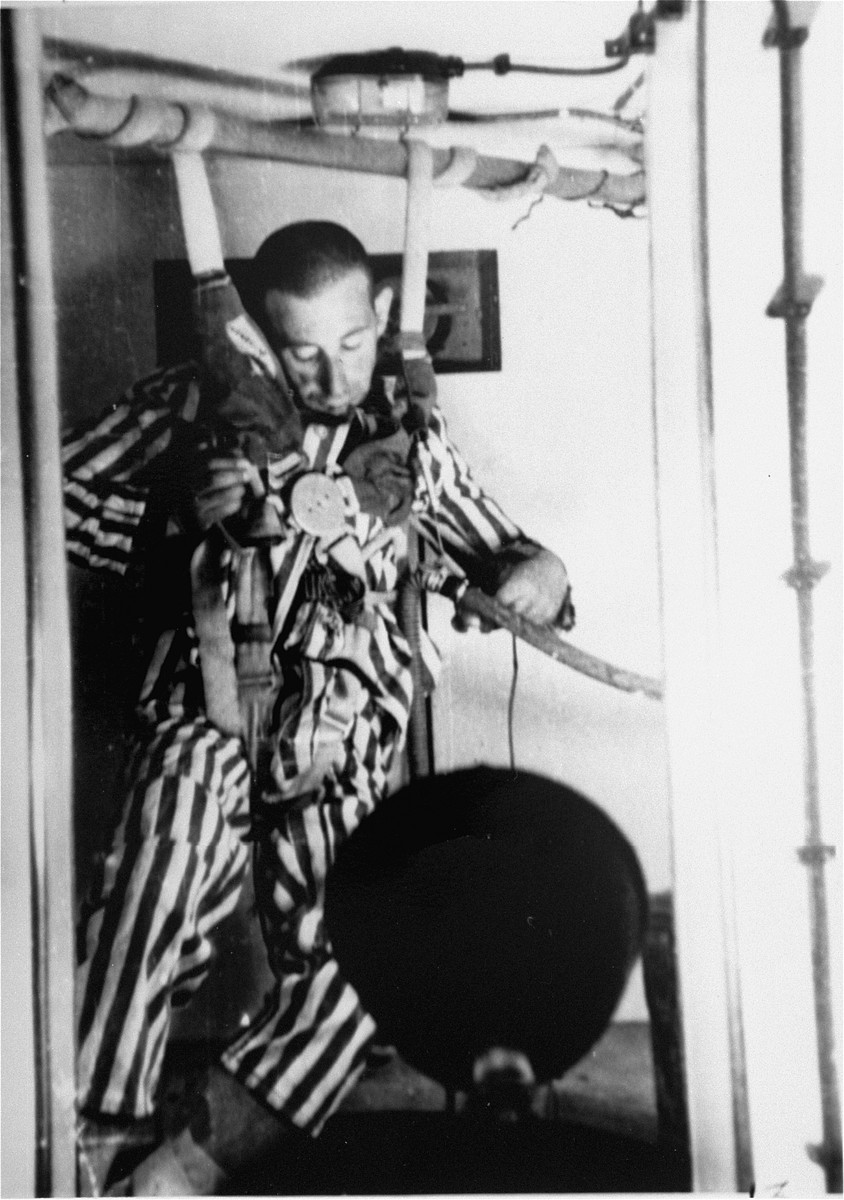
Unterdruckversuch für die Luftwaffe im KZ Dachau, 1942

Angeblich ging es bei diesen Versuchen der Luftwaffe um luftfahrtmedizinische Fragestellungen, nämlich die extremen Bedingungen nachzustellen, denen Militärpiloten ausgesetzt sind, wenn sie in großer Höhe die Maschine verlassen, in kaltem Wasser notlanden beziehungsweise sich in Rettungsbooten mit ausreichend trinkbarem Wasser versorgen müssen. Die Unterdruck-, Unterkühlungs- und Meerwasserversuche wurden im KZ Dachau durchgeführt.
Die Unterdruckversuche wurden von März bis August 1942 mit Dachauer KZ-Häftlingen als Versuchspersonen durchgeführt. In einer Unterdruckkammer wurden Fallschirmabsprünge aus großen Höhen von bis zu 18 km simuliert, in einigen Versuchen betrug die Anfangshöhe sogar 20 km und bei einem Versuch 21 km. Bei „Höhenlagenversuchen“ mussten die Versuchspersonen eine längere Zeit in sehr großen simulierten Höhen verbringen. Die körperlichen Reaktionen der Versuchspersonen wurden aufgezeichnet. Der Zeuge Walter Neff schätzte die Zahl der Versuchspersonen auf 180 bis 200 und die Zahl der Todesopfer auf 70 bis 80. Die meisten dieser Todesfälle waren keine Unfälle, sondern von dem fanatischen Versuchsleiter Sigmund Rascher bei einem Teil der Versuche einkalkuliert oder gezielt herbeigeführt worden. Ursprünglich waren zwölf der Angeklagten in diesem Zusammenhang angeklagt: Becker-Freyseng, Karl Brandt, Rudolf Brandt, Gebhardt, Handloser, Mrugowsky, Poppendick, Romberg, Ruff, Schröder, Sievers und Weltz. Bei Karl Brandt, Handloser, Mrugowsky und Poppendick wurde der Anklagepunkt fallengelassen. Von den übrigen acht wurden nur Rudolf Brandt und Wolfram Sievers schuldig gesprochen. Sigmund Rascher war 1945 hingerichtet worden. Im Ärzteprozess schoben die anderen Beteiligten die Verantwortung für die Medizinverbrechen im KZ Dachau dem verstorbenen Sigmund Rascher zu.
Die Unterkühlungsversuche fanden von August 1942 bis Mai 1943 statt. Häftlinge wurden in Eiswasser getaucht und ihre körperlichen Reaktionen aufgezeichnet. Dabei sollten Erkenntnisse zur Behandlung von unterkühlten Personen gewonnen werden. Im Rahmen dieser Versuche starben bis zu 90 Häftlinge. Da die Ausführenden der Versuche – Ernst Holzlöhner, Erich Finke und Sigmund Rascher – 1945 verstorben waren, mussten sich zehn Auftraggeber beziehungsweise Organisatoren dieser Versuche im Ärzteprozess verantworten. Von diesen wurden sechs freigesprochen: Becker-Freyseng, Karl Brandt, Gebhardt, Mrugowsky, Poppendick und Weltz. Vier wurden schuldig gesprochen: Rudolf Brandt, Handloser, Schröder und Sievers.
Bei den Meerwasserversuchen ging es um die Problemstellung, Meerwasser trinkbar zu machen, um abgestürzte Piloten in Rettungsbooten mit ausreichend Wasser versorgen zu können. Zur Auswahl standen zwei Lösungen: eine echte Entsalzung mittels Chemikalien (Konrad Schäfer) – oder sogenanntes Berka-Wasser, bei dem der Salzgeschmack überdeckt und durch die Zuführung von Vitamin C angeblich die Salzausscheidung verbessert wurde. Der Streit zwischen der Sanitätsinspektion der Luftwaffe (Entsalzung) und dem Technischen Amt (Berka-Wasser) sollte durch Menschenversuche entschieden werden. Nach einer Besprechung am 19. und 20. Mai 1940 bekam Hermann Becker-Freyseng den Auftrag für die Experimente. Oskar Schröder schlug mit Hinweis auf die Experimente Raschers Häftlinge als Versuchspersonen vor. Dritter Beteiligter war Wilhelm Beiglböck. Die angeblich „freiwilligen“, in Wirklichkeit unfreiwilligen 44 Versuchspersonen wurden unter Vorspiegelung falscher Tatsachen auf Vorschlag von Arthur Nebe unter Sinti und Roma aus dem Konzentrationslager Buchenwald ausgewählt und nach Dachau überstellt. Zwischen Juli und September 1944 wurden die Meerwasserversuche durchgeführt. Zu den Versuchspersonen gehörten Jakob Bamberger, Karl Höllenreiner, Josef Laubinger und Ernst Mettbach.
Zwölf Angeklagte wurden in der Anklage wegen der Meerwasserversuche beschuldigt. Bei Mrugowsky wurde dieser Punkt fallengelassen. Von den übrigen elf wurden sechs in diesem Punkt freigesprochen: Karl Brandt, Rudolf Brandt, Handloser, Poppendick, Rostock und Schäfer. Fünf wurden schuldig gesprochen: Becker-Freyseng, Beiglböck, Gebhardt, Schröder und Sievers. Für die Verurteilung war die Nichtfreiwilligkeit der Meerwasserversuche entscheidend. Eine 1948 eingesetzte Kommission der Deutschen Gesellschaft für Innere Medizin, bestehend aus den Professoren Curt Oehme (Heidelberg, Vorsitzender), Heilmeyer (Freiburg) und Schoen (Göttingen), untersuchte noch einmal die Grundlage des Urteils. Sie bestätigte die Nichtfreiwilligkeit, verneinte aber die verbrecherische Natur der Experimente, bei denen keine Versuchsperson zu Schaden gekommen sei. Das Gutachten wurde an John McCloy weitergeleitet.

### Fleckfieber-Impfstoffversuche
Die Experimente wurden im KZ Buchenwald und KZ Natzweiler-Struthof durchgeführt. Quellengrundlage für die ab Januar 1942 durchgeführten Experimente in Buchenwald sind das Stationstagebuch von Erwin Ding-Schuler, Aussagen von europäischen Medizinern, die im KZ inhaftiert waren sowie Häftlingen wie des Häftlingsschreibers Eugen Kogon und des Oberpflegers der Fleckfieberstation Arthur Dietzsch. Vorgeblich entwickelte die SS hier einen eigenen Impfstoff gegen Fleckfieber, real testete sie nur bekannte Impfstoffe. Unterschiedliche Impfstoffe wurden an 392 Versuchspersonen getestet, eine Kontrollgruppe von 89 Personen blieb ohne Impfschutz. 383 Personen erkrankten, 97 verstarben, davon 40 aus der Kontrollgruppe. An diesen Versuchsreihen waren auch Gerhard Rose und Joachim Mrugowsky beteiligt. Die Experimente wurden auch im KZ Sachsenhausen durchgeführt. Der behandelnde Arzt war Arnold Dohmen, der sich schon lange mit den Erregern des Fleckenfiebers beschäftigte.
Im KZ Natzweiler wurden von 1943 bis zur Befreiung 1944 ebenfalls Fleckfieber- aber auch Gelbsuchtexperimente durchgeführt. Initiator der Versuche war Eugen Haagen.

### Sulfonamid, Knochentransplantation- und Phlegmonversuche

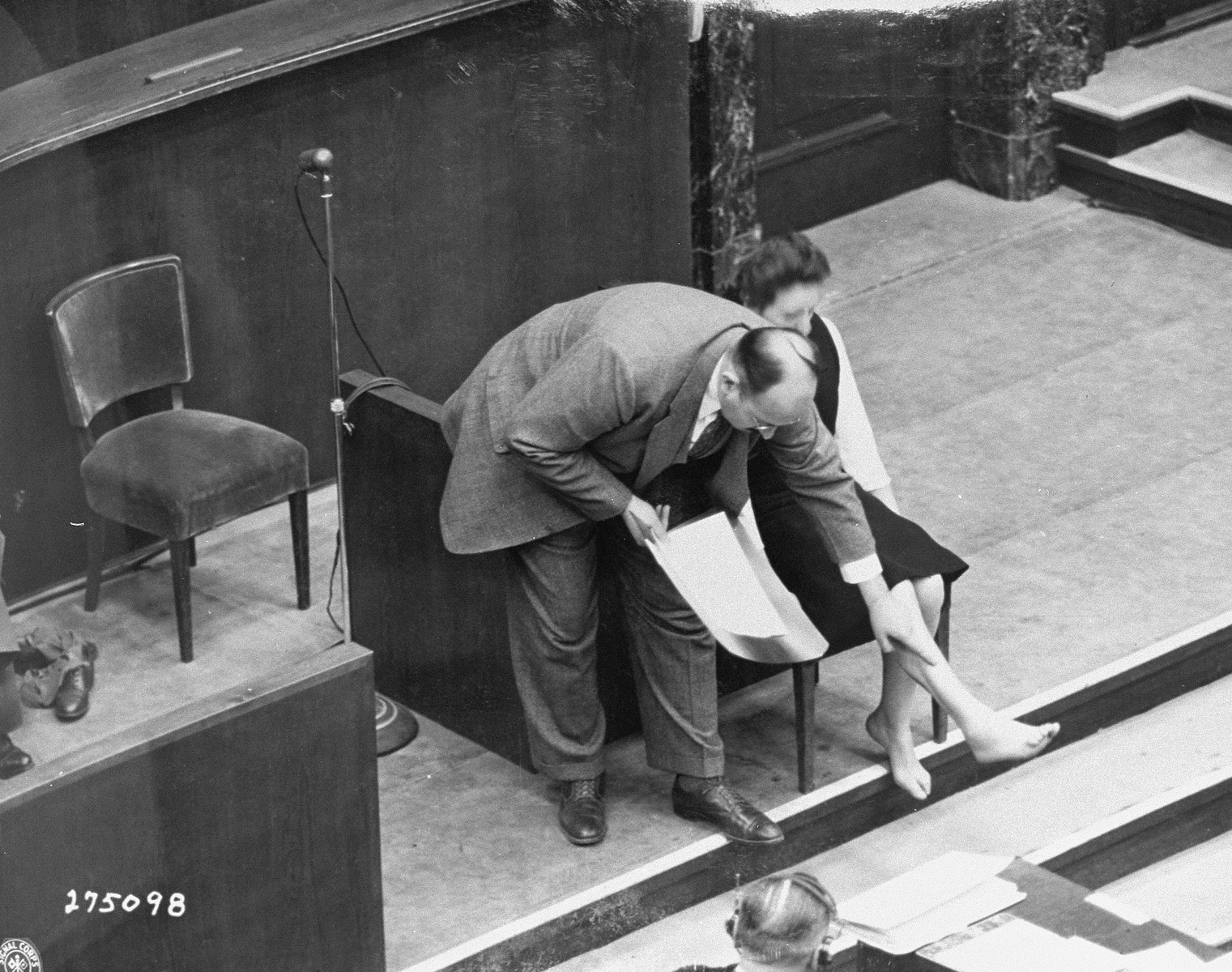
Leo Alexander erläutert am 20. Dezember 1946 während des Nürnberger Ärzteprozesses an Maria Broel Plater, die Häftling im KZ Ravensbrück war, einige Experimente der pseudomedizinischen Menschenversuche.

Die Sulfonamid-Experimente im KZ Ravensbrück fanden von Juli 1942 bis August 1943 statt. Der Tod des Reichsprotektors von Böhmen und Mähren Reinhard Heydrich nach einem tschechischen Attentat rückte das Problem in den Mittelpunkt, dass Wundinfektion die Hauptursache für die Verluste deutscher Soldaten an der Ostfront war.
Der behandelnde Arzt Karl Gebhardt, ein Schulfreund Himmlers, der auch Heydrich versorgte, hatte zu sehr auf Amputationen der infizierten Gliedmaßen gesetzt und hielt wenig von der neuen Sulfonamiden-Medizin. Gebhardt erhielt nun den Auftrag in Versuchsserien nachzuweisen, dass Sulfonamide für die Behandlung von Wundinfektionen unzureichend seien.
Als Versuchspersonen für diese Experimente dienten gesunde polnische Frauen aus dem KZ Ravensbrück. Ziele der Versuchsreihen waren die Analyse von Gasbrand, Prüfung der bisher bekannten therapeutischen Mittel und die Analyse von „banalen“ Wundinfektionen unter Behandlung der herkömmlichen Chirurgie und den neuen Sulfonamiden. Neben den im Ärzteprozess angeklagten Ärzten Fischer und Oberheuser waren auch die Mediziner Schiedlausky und Rosenthal beteiligt.
Die Versuchsreihen, bei denen es zu mehreren Todesfällen kam, wurden jeweils in zwei Gruppen geteilt:
1. Infizierungsoperationen: Den Versuchspersonen wurden die Waden aufgeschnitten und die Wunde mit Holz- und Glassplittern infiziert.
2. Aseptische Operationen: Sie unterteilten sich in Knochen-, Muskel- und Nervenexperimente.

### Lost- und Phosgenversuche
Lost (Senfgas) und Phosgen sind Chemiewaffen. Menschenversuche mit diesen Substanzen wurden 1942/43 im KZ Natzweiler-Struthof durch den Anatomie-Professor August Hirt und den Biologie-Professor Otto Bickenbach durchgeführt.

### Skelettsammlung für die „Reichsuniversität Straßburg“

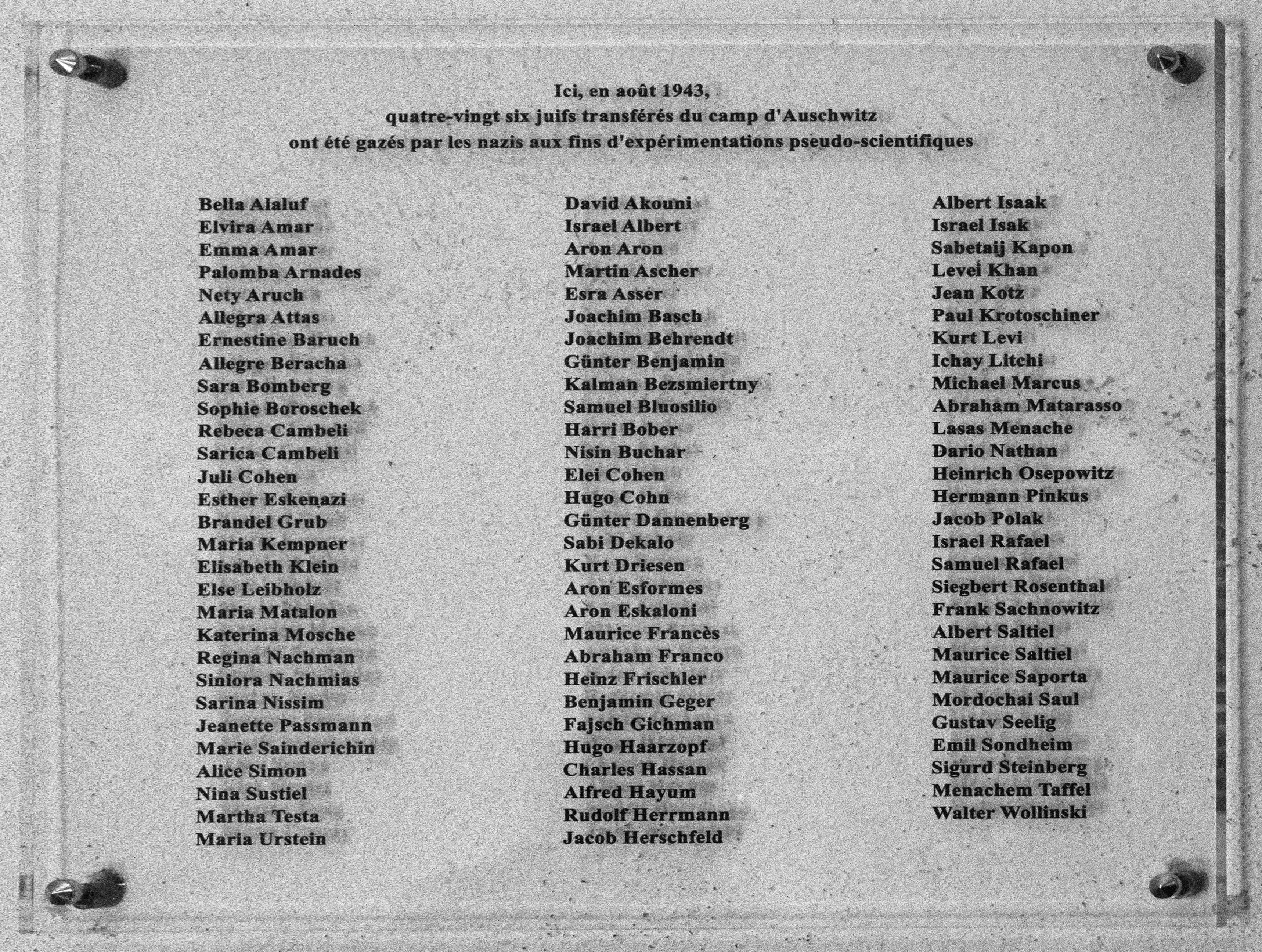
Gedenkplakette in Natzweiler-Struthof mit 86 Namen von Ermordeten

Im August 1943 ermordete die SS in der Gaskammer des Konzentrationslagers Natzweiler-Struthof (Elsass) 86 jüdische Frauen und Männer, die zuvor von den beiden Anthropologen Bruno Beger und Hans Fleischhacker im KZ Auschwitz-Birkenau selektiert worden waren. Auftraggeber des Verbrechens waren der Anatomie-Professor August Hirt („Reichsuniversität Straßburg“) und der Geschäftsführer der SS-Wissenschaftsorganisation „Ahnenerbe“ Wolfram Sievers.
Geplant war, eine Schädelsammlung an einem unbekannten Ort auszustellen: Im Sinne der rassistischen NS-Ideologie sollten die Skelette in künftigen „judenfreien“ Zeiten der Forschung und Lehre als Anschauungsobjekte dienen.
Wegen technischer Probleme konnte die Ausstellung nicht verwirklicht werden. 16 der konservierten Leichen wurden nach der Befreiung Straßburgs vollständig vorgefunden, die übrigen waren zerstückelt. Die Überreste sind auf dem jüdischen Friedhof in Strasbourg-Cronenbourg beigesetzt worden. Sie wurden von Hans-Joachim Lang identifiziert, der im Jahr 2004 eine Monografie über das Verbrechen vorlegte.

### Euthanasieprogramm
→ Hauptartikel: Aktion T4 und Krankenmorde in der Zeit des Nationalsozialismus
Die Euthanasiemorde oder die „Euthanasie-Aktion“ waren die systematische massenhafte Ermordung von mehr als 100.000 behinderten Menschen durch die Zentraldienststelle T4. Neben rassenhygienischen Vorstellungen der NS-Eugenik wurden kriegswirtschaftliche Erwägungen zur Begründung herangezogen. Nach anhaltenden kirchlichen Protesten wurden die verheimlichten Tötungen nach erfolgter „Leerung“ vieler Krankenabteilungen nicht mehr zentral, sondern ab 1942 dezentral, weniger offensichtlich fortgesetzt.
Die im NS-Staat betriebene sogenannte „Euthanasie“ geht auf die schon in den 1920er-Jahren entwickelte Idee einer „Rassenhygiene“ zurück und steht im Zusammenhang mit dem Endziel der „Vernichtung lebensunwerten Lebens“ von sogenannten „Erb- und Geisteskranken, Behinderten und sozial oder rassisch Unerwünschten“, die im nationalsozialistischen Gesetz zur Verhütung erbkranken Nachwuchses legalisiert wurde.
Nach landesweitem Erfassen mittels auszufüllendem einseitigen Kurz-Fragebogen pro Patient, der besonders auf die Arbeitsfähigkeit abhob, wurden durch die Justiz Ärzte als „T4-Gutachter“ beauftragt. Die Opfer wurden nach Verlegung zunächst in einigen wenigen Anstalten durch unterschiedliche Methoden getötet. Nach der Besetzung Polens wurden Gaskammern mit Kohlenstoffmonoxid zu Massenmorden verwendet.
Es gab dabei vier Phasen:
- 1939–1945: mindestens 5.000 Opfer der sogenannten „Kinder-Euthanasie“ („erbkranke“ und kognitiv oder körperlich beeinträchtigte Säuglinge und Kinder)
- 1940–1941: Opfer wurden über 70.000 Bewohner von Heil- und Pflegeanstalten sowie Heimen für Menschen mit Behinderung. Psychiatrische staatliche Landeskrankenhäuser dienten als Zwischenstation auf dem Weg in die Mordanstalten. Nach Einstellung der „Aktion T4“ im August 1941 durch die Berliner Zentrale wurde die „Erwachseneneuthanasie“ dezentral weitergeführt.
- 1942–1945: Etwa 20.000 KZ-Häftlinge wurden umgebracht. Die Tötung kranker und nicht mehr arbeitsfähiger Häftlinge von Konzentrationslagern in drei der Mordanstalten der „Aktion T4“ (Bernburg, Sonnenstein und Hartheim) wurde nach dem hierfür verwandten Aktenzeichen als Aktion 14f13 bezeichnet.
- 1942–1945: Mit der Aktion Brandt, benannt nach Hitlers Begleitarzt, wurden Heil- und Pflegeanstalten für den steigenden Bedarf von Ausweichkrankenhäusern in Beschlag genommen. Die Patienten wurden in besonderen Anstalten konzentriert, die in der Mitte des Reiches oder im Osten lagen. Durch gezielte Tötungen mit überdosierten Medikamenten oder Verhungernlassen durch Unterernährung wurde deren Zahl drastisch reduziert. Diese Phase bedeutete die Ermordung von etwa weiteren 30.000 Menschen.